# Ааронсон, Александр
Александр Ааронсон (ивр. אלכסנדר אהרנסון‎אלכסנדר אהרנסון; 1888―1948) ― еврейский писатель и политический деятель. Прежде всего известен как автор книги «С турками в Палестине», в которой описал притеснения, с которыми сталкиваются иудеи в Палестине, тогда находившейся под властью Османской империи.
Многие члены его семьи были активными деятелями сионистского движения: втроём вместе с братом Аароном Ааронсоном и сестра Сарой Ааронсон они основали шпионскую сеть «НИЛИ» и работали в пользу англичан. Сара Ааронсон была схвачена турками, подвергнута пыткам и покончила жизнь самоубийством в 1917 году, в возрасте 26 лет.

## Биография
Родители Ааронсона эмигрировали из Бакэу (Королевство Румыния) в Палестину вместе с другими еврейскими семьями и основали поселение Зихрон-Яаков в плодородной местности к югу от горы Кармель. Александр Ааронсон родился в Бакэу, когда родители ещё жили в Румынии.
В 1910 Ааронсон уехал в Америку по совету своего брата, который на тот момент возглавлял опытную сельскохозяйственную станцию в Атлите. Сразу через несколько дней он получил документы о натурализации и был принят на работу в Министерство сельского хозяйства.
Ааронсон вернулся в Палестину в июле 1913 года. Через два месяца после его возвращения его потрясла новость о разбойном нападении на уважаемого еврейского доктора со стороны четырёх арабов и изнасилование шестнадцатилетней еврейки. Ааронсон с тех пор сильнее заинтересовался идеями сионизма и решил посвятить себя политической деятельности.
Хотя Ааронсон был гражданином США, с началом Первой мировой войны он был призван на службу в турецкую армию. Ааронсон и двадцать его соплеменников прибыли на призывной пункт в Акко. Затем он был отправлен в Хан, среди сотен нищих арабов. В конце концов он попал в Цфат, где и был расположен его гарнизон. Вскоре ему удалось подкупить офицеров, чтобы те комиссовали его.
В июле 1915 года вместе с сестрой Ребеккой отплыл на американском корабле из Бейрута в Александрию. Пытался установить контакты с британской разведкой, но не смог завоевать доверия англичан, из-за чего был выслан из Египта. В сентябре того же года отправился в США и прожил там до июля 1917 года. Писал на тему армянского геноцида, призывал армян и евреев сплотиться в общей борьбе с турками. Ближе к концу войны присоединился к британским силам в Египте и приступил к разведывательной деятельности в Палестине.
После войны занимался публицистикой.
Умер 28 марта 1948 года в Ницце от сердечного приступа.